# The Bear
The Bear är en amerikansk dramakomediserie från 2022, skapad av Christopher Storer. I USA hade serien premiär på Hulu den 23 juni 2022; i Sverige hade den premiär på strömningstjänsten Disney+ samma år. Första säsongen består av 8 avsnitt. 
Serien har sänts i ytterligare tre säsonger varav den fjärde och senaste hade premiär 25 juni 2025. The Bear har fått ett mycket gott mottagande och har bland annat vunnit 21 Emmy Awards och fem Golden Globe Awards.

## Handling
Serien handlar om den unga gourmetkocken Carmy (Jeremy Allen White) som efter sin äldre brors självmord återvänder till Chicago för driva den familjeägda smörgåsbutiken. Brodern efterlämnade sig skulder, ett slitet kök och ett tufft gäng anställda.

## Rollista (i urval)
- Jeremy Allen White – Carmen "Carmy" Berzatto
- Ebon Moss-Bachrach – Richard "Richie" Jerimovich
- Ayo Edebiri – Sydney Adamu
- Lionel Boyce – Marcus Brooks
- Liza Colón-Zayas – Tina Marrero
- Abby Elliott – Natalie "Sugar" Berzatto
- Matty Matheson – Neil Fak
- Edwin Lee Gibson – Ebraheim
- Jon Bernthal – Michael "Mikey" Berzatto
- Joel McHale – David Fields
- Oliver Platt – Jimmy "Cicero" Kalinowski
- Molly Gordon – Claire Dunlap
- Corey Hendrix – Gary "Sweeps" Woods
- Chris Witaske – Pete Katinsky
- Jamie Lee Curtis – Donna Berzatto
- Gillian Jacobs – Tiffany "Tiff" Jerimovich
- Sarah Ramos – Jessica
- Will Poulter – Luca
- Mitra Jouhari – Kelly
- Robert Townsend – Emmanuel Adamu